# Гадельшино (Белорецкий район)
Гаде́льшино (баш. Ғәҙелша) — упразднённая деревня в Белорецком районе Республики Башкортостан России. Входила на год упразднения в состав Татлинского сельсовета. Ныне как урочище Гадыльшино находится на территории Южно-Уральского заповедника.
Жили башкиры.

## Топоним
Название по имени Гадельши Абубакировича Габбасова, 1779 года рождения, чиновника 6‑го башкирского кантона, в 1808 ему присвоено звание зауряд-есаула. Во время наполеоновских войн Гадельша участвовал в походах за г. Вильны. Ранее название Майгашта (Мәйгәште, Мәйгәшле).

## География
Летняя кочевка была на небольшой поляне по р. Майгаште. Другая — на безымянном ключе.

## История
Во второй половине XIX в. в Гадельшино находилось волостное правление Катайской волости.
В 1980‑е гг. прекратила существование как «бесперспективная».

## Население
В 1834 проживало 143 человека (73 мужчины и 70 женщин), по переписи 1859—161 (75 мужчин и 86 женщин). В 1900 в 53 дворах — 175 человек, в 1920 в 39 дворах — 178, в 1961—157, в 1959—170, в 1969—110, в 1979 — 17.